# Vicente Rodríguez (futbolista)
Vicente Bautista Rodríguez Cedeño (San Félix, Bolívar, Venezuela; 13 de noviembre de 1994) es un futbolista venezolano que juega como centrocampista en el Caracas Fútbol Club de la Primera División de Venezuela.

## Clubes
| Club                | País      | Año               |
| ------------------- | --------- | ----------------- |
| Monagas SC          | Venezuela | (2013-2021)       |
| Caracas Fútbol Club | Venezuela | (2022-actualidad) |

## Monagas Sport Club
Comienza a jugar con el Monagas Sport Club desde la temporada 2013-2014 debutando con el primer equipo azulgrana en la Segunda División Venezolana; para el Torneo Apertura 2016 debuta en la Primera División. 
Anotó su primer gol en el partido de debut en la Segunda División de Venezuela. Se puede añadir que Rodríguez anotó el primer gol en Primera División en el Estadium Monumental de Maturín, ante el conjunto de Metropolitanos, en un encuentro que terminó 4 a 1 a favor del Monagas Sport Club, el 14 de mayo de 2017.

## Estadísticas
- Última actualización el 11 de septiembre del 2019.

| Equipo              | Temporada           | Liga doméstica   | Liga doméstica   | Copas doméstica | Copas doméstica | Competición extranjera | Competición extranjera | Total | Total |
| Equipo              | Temporada           | PJ               | Goles            | PJ              | Goles           | PJ                     | Goles                  | PJ    | Goles |
| Venezuela           | Venezuela           | Primera División | Primera División | Copa Venezuela  | Copa Venezuela  | CONMEBOL               | CONMEBOL               | PJ    | Goles |
| ------------------- | ------------------- | ---------------- | ---------------- | --------------- | --------------- | ---------------------- | ---------------------- | ----- | ----- |
| Monagas SC          | 2013-2014           | 2                | 1                | 0               | 0               |                        |                        | 2     | 0     |
| Monagas SC          | 2014-2015           | 2                | 0                | 1               | 0               |                        |                        | 3     | 0     |
| Monagas SC          | 2015                | 15               | 1                | 2               | 0               |                        |                        | 17    | 0     |
| Monagas SC          | 2016                | 17               | 0                | 6               | 0               |                        |                        | 23    | 0     |
| Monagas SC          | 2017                | 36               | 1                | 4               | 1               |                        |                        | 40    | 2     |
| Monagas SC          | 2018                | 25               | 1                | 4               | 0               | 1                      | 0                      | 30    | 1     |
| Monagas SC          | 2019                | 17               | 1                | 0               | 0               | 2                      | 0                      | 19    | 1     |
| Total club          | Total club          | 114              | 5                | 17              | 1               | 3                      | 0                      | 134   | 6     |
| Total de su carrera | Total de su carrera | 114              | 5                | 17              | 1               | 3                      | 0                      | 134   | 6     |

## Palmarés

### Campeonatos nacionales
| Título           | Club    | País      | Año  |
| ---------------- | ------- | --------- | ---- |
| Torneo Apertura  | Monagas | Venezuela | 2017 |
| Primera División | Monagas | Venezuela | 2017 |